# Mecopoda dilatata
Mecopoda dilatata är en insektsart som beskrevs av Ludwig Redtenbacher 1892. Mecopoda dilatata ingår i släktet Mecopoda och familjen vårtbitare. Inga underarter finns listade i Catalogue of Life.